# Suntribe
Suntribe var en estisk musikgruppe. De repræsenterede Estland i Eurovision Song Contest 2005 med sangen "Let's Get Loud", men kvalificerede sig ikke for finalen. En af gruppens fem medlemmer var Laura Põldvere, som repræsenterede Estland igen i Eurovision Song Contest 2017.
| Musikgruppe | Spire Denne artikel om en musikgruppe er en spire som bør udbygges. Du er velkommen til at hjælpe Wikipedia ved at udvide den. |